# De la Myre-Mory
Établissements G. de la Myre-Mory war ein französischer Hersteller von Automobilen.

## Unternehmensgeschichte
Das Unternehmen aus Neuilly-sur-Seine begann 1911 mit der Produktion von Automobilen. Der Markenname lautete De la Myre-Mory. 1914 endete die Produktion.

## Fahrzeuge
Das Modell 10 CV war mit einem Vierzylindermotor, Dreiganggetriebe und Kardanantrieb ausgestattet. Die offene Torpedokarosserie bot Platz für vier Personen. Außerdem entstand ein Sechszylindermotor mit 16 CV, der als Einbaumotor an andere, namentlich nicht genannte, Automobilhersteller verkauft wurde.